# Robert Piri
Kontraadmiral Robert Edvin Piri (engl. Robert Edwin Peary; Kreson, 6. maj 1856 — Vašington, 20. februar 1920) je bio američki istraživač i oficir u američkoj ratnoj mornarici, koji je u više navrata vršio istraživanja na Severnom polu u periodu kasnog devetnaestog i ranog dvadesetog veka. Najpoznatiji je po tvrdnjama da je došao do geografskog Severnog pola 6. aprila 1909. godine.
Piri je rođen u Kresonu u Pensilvaniji, ali je odgajan u Portlandu u Mejnu nakon smrti oca, dok je još bio mlad. Išao je u Bovdojn koledž, posle čega se pridružio Nacionalnom geodetskom društvu kao crtač. Pridružio se mornarici 1881. godine, kao građevinski inženjer. Hiljadu osamsto osamdeset pete proglašen je za glavnokomandujućeg u projektu izgradnje nikaragvanskog kanala, koji nikada nije bio izgrađen.
Hiljadu osamsto osamdeset i šeste Peri je prvi put posetio Severni pol, u pokušaju da pređe Grenland saonicama, ali nije uspeo usled nedostatka resursa. Ponovo je pokušao 1891. godine, bolje opremljen, gde je stigavši do Fjorda Nezavisnosti (u današnjoj Perijevoj zemlji) dokazao da je Grenland ostrvo. Peri je bio jedan od prvih istraživača koji je proučavao Inuitske tehnike preživljavanja, koje je kasnije koristio.
Tokom ekspedicije u trajanju od 1898. do 1902. Peri je stogao do najsevernije tačke do koje su ljudi do tada došli, stigavši do najsevernije tačke Grenlanda, rta Moris Džesup. Takođe je i stigao do najsevernije tačke zapadne hemisfere, stigavši do severa kanadskog Elesmira. Peri je išao na još dve ekspedicije na Arktik, jednu 1905. i još jednu 1908. Tokom druge, tvrdio je da je stigao do Severnog pola. Peri je dobio brojne nagrade od raznih geografskih društava za života, a 1911. je dobio i Zahvalnicu kongresa, dobivši sa njom i unapređenje u kontraadmirala. Služio je dva mandata kao predsednik Kluba istraživača. Napisao je više knjiga o istraživanju Arktika.
Perijeva tvrdnja o osvajanju severnog pola bila je osporavana u novinama tog perioda, ali je vremenom bila prihvaćena. Hiljadu devetsto osamdeset i devete, u knjizi britanskog istraživača Volija Herberta, ta tvrdnja je osoprena, mada se smatra da je bio blizu, na oko 100 km od pola. Njegove tvdnje su opšte prihvaćene, mada su i one dovođene u pitanje od strane nekih stručnjaka.